# Shōji (Shōbōgenzō)

Shōji (生死) « Naissances et morts » est un fascicule du Shōbōgenzō (« Le Trésor de l'Œil de la Vraie Loi »), le chef-d'œuvre de Dōgen, fondateur de l'école zen Sōtō. Dans ce texte rédigé entre 1231 et 1234, Dōgen commente la non-dualité et la compassion bouddhiques, complémentaires dans une identité samsâra / nirvana.

## Titre

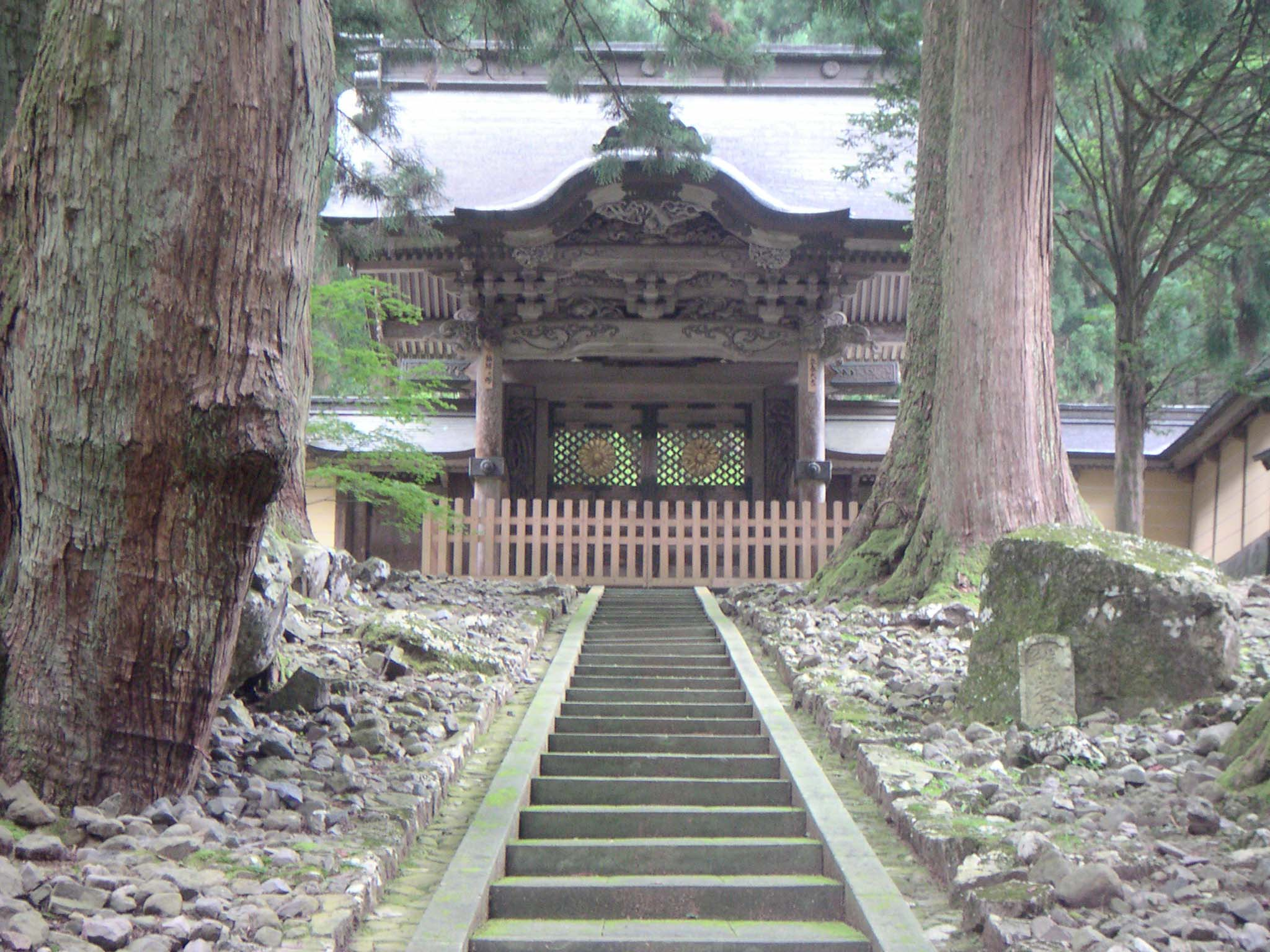
Temple de la Paix éternelle (Eiheiji), où fut conservé le manuscrit. District de Yoshida, Préfecture de Fukui.

Le titre est composé de deux caractères : 生 shô (vie, naissance) et 死 ji (mort). Ce terme était utilisé, en Chine puis au Japon, pour désigner le Samsara. traversée du cycle des naissances et des morts. Dans le bouddhisme ancien, Nirvana désignait la sortie de cet océan de souffrance, que constituent (avec la vieillesse et la maladie) la naissance et la mort. 生 Shô désigne aussi bien la naissance que la vie, de même qu'en français mort peut désigner la transition ou l'état

## Présentation
Shôji est le plus court texte du Shôbôgenzô, écrit dans un style simple. Composé entre 1231 et 1234, il est issu de l'édition secrète du Shôbôgenzô en 28 textes Himitsu-Shôbôgenzô. Ce recueil était initialement réservé aux élèves de Dōgen et ne fut que tardivement mis à la disposition du laïcat.
Il présente d'abord la vision non-dualiste du samsara et du nirvana, puis la compassion bouddhique favorisant la diffusion de cette non-dualité (ou vacuité) : les Buddha acceptent les conditions communes de vie (naissance, souffrance, vieillesse, mort), usant d'artifices pour l'édification des vivants dans le monde du samsara, et l'illusion revêt alors une fonction d'efficace.

## Enseignement

### Samsara et nirvana
Dans les premiers versets, Dōgen cite comme anecdote un dialogue de deux maîtres du IXe siècle à propos de Bouddha et de samsara. Ce dialogue, elliptique, est encore obscurci par Dōgen, qui intervertit les propositions par rapport aux sources plus anciennes. Charles Vacher propose l'hypothèse d'un choix délibéré de Dōgen, qui en les remaniant, souligne que la contradiction entre les deux termes n'est qu'apparente : Bouddha (l'éveil, le nirvana) ne sont nulle part ailleurs qu'en samsara, ce sont deux mondes ambivalents.
Rechercher nous enferme dans samsara, rechercher Bouddha est contre-productif, et le rechercher en-dehors de samsara est absurde : l'émancipation ne peut être trouvée qu'ici et maintenant, avec le corps véritable, car on vit dans le monde du samasara, et il n'est pas d'ailleurs.

### Naissance et mort
Dans la partie centrale, Dôgen développe cette thématique de la non-dualité avec le couple vie (ou naissance) / mort (ou décès).
À chaque instant on constate le renouvellement des formes, mais il ne faut pas le concevoir comme une création suivie d'anéantissement d'une personne singulière, il n'y a qu'association et dissociation, apparition et disparition.
Dans ce processus incessant de transformation, concevoir un sujet subissant naissance et mort selon la linéarité d'un temps chronologique paraissant s'écouler, est une illusion. Réciproquement, chaque moment, naissance ou mort, est autonome, et le temps qui paraît s'écouler dans cette illusion d'un sujet paraissant figé, est également une illusion.

La bouddhéité ne s'insère pas dans la série phénoménale de la naissance, de la vie et de la mort. La bouddhéité ne saurait donc s'expliquer de manière positiviste, par une approche physique, logique ou psychologique. Les dharma, vides de nature propre, n'ont pas de substrat : pour ce peu d'être, nul besoin d'hypostasier ni de rationaliser la bouddhéitéXPN135 : « La bouddhéité n'est pas quelque chose, c'est pourquoi elle se dit non-bouddhéité »

### Vacuité et compassion
Dans la troisième et dernière partie, Dôgen conclut avec une suite de préceptes relatifs à la compassion « Ne pas faire d'actes mauvais, (...) être compatissant à l'égard de tous les êtres, respecter les grands et avoir compassion pour les petits (...) », préceptes auxquels il ne faut cependant pas attacher de valeur morale, mais considérer comme une référence à l'équanimité bouddhique, l'égalité universelle.
La compassion peut paraître contradictoire puisqu'elle s'attache à des êtres que le bodhisattva sait pourtant ne pas exister en raison de la non-dualité.
Il ne faut pas s'arrêter à la différence des contraires (moi / êtres, samsara / nirvana...), mais « comprendre sans (com)prendre » pour entrer par le Nirvana dans la non-dualité de ces contraires, alors que leur définition renvoie au samsara. Il ne s'agit pas de l'union de ces contraires, mais d'un effacement de la polarité être / non-être : dire que le couple vacuité (ou non-dualité) / compassion ne forme pas dualité implique un rapport dialectique, où chacun des deux membres ne se définit qu'au travers du second, qu'il rend possible.
D'une part il est dit que « pour celui qui a pénétré la vacuité et le sans marque, il ne se produit plus aucun désir, si ce n'est celui de mûrir les êtres, précédé de la grande compassion ». Dans la mesure où il sait que cette différence (moi / êtres) n'existe pas en raison de la vacuité, le bodhisattva s'attache donc à ces êtres et réalise la compassion, compréhension de l'égalité universelle que le bouddhisme désigne par l'équanimité. La compassion du bodhisattva ne peut s'épanouir que dans la vacuité.
Mais réciproquement, la compassion est le cadre de possibilité de la vacuité chez l'ascète, comme un moyen salvifique la confortant en participant de sa mise en œuvre. En tournant l'ascète vers autrui, la compassion le décentre de lui-même en évitant l'arrogance du savoir et des spéculations relatives à la non-dualité, et l'ancre dans la pratique de cette non-distinction entre soi et autrui.
Ainsi, « bien qu'ayant compris la vacuité, il [le bodhisattva] n'oublie pas la compassion, et, compatissant, il enseigne à son tour la vacuité ». C'est ce qu'applique Dôgen, qui intercale dans les versets prescrivant la compassion un rappel des versets centraux du Shôji : « Ne pas faire d'actes mauvais, ne s'attacher ni aux naissances ni aux morts, être compatissant à l'égard de tous les êtres, respecter les grands et avoir compassion pour les petits ».
Ludovic Viévard résume : « C'est dans le savoir de l'égalité que le bodhisattva peut remplir parfaitement la vacuité et la compassion, et peut-être plus encore lorsque l'une et l'autre se sont perdues dans cette égalité (...) La vacuité et la compassion sont alors une, et ne sont parfaites que lorsqu'elles ne sont plus. La compassion comme la vacuité ne se sont alors jamais trouvées que dans l'interstice qui conduit du samsara au nirvana », comme un rappel des versets initiaux du Shôji où Dôgen souligne l'identité samsara / nirvana.